# Cieszków (gmina)
Pour la localité, voir Cieszków.
Cieszków est une gmina rurale du powiat de Milicz, Basse-Silésie, dans le sud-ouest de la Pologne. Son siège est le village de Cieszków, qui se situe environ 13 km au nord-est de Milicz, et 61 km au nord de la capitale régionale Wrocław.
La gmina couvre une superficie de 100,67 km2 pour une population de 4 604 habitants.

## Géographie
La gmina est bordée par les gminy de Kadzidło, Kolno, Lelis, Łyse, Mały Płock, Miastkowo, Nowogród et Turośl.
La gmina contient les villages de Biadaszka, Brzezina, Cieszków, Dziadkowo, Góry, Grzebielin, Guzowice, Jankowa, Jawor, Nowy Folwark, Pakosławsko, Pustków, Rakłowice, Sędraszyce, Słabocin, Trzebicko, Trzebicko Dolne, Trzebicko-Piaski, Ujazd, Wężowice, Zwierzyniec et Zymanów.